# Las Leyendas
Las Leyendas es una serie animada mexicana de televisión web de fantasía, comedia y horror creada por José Alejandro García Muñoz y producida por Ánima Estudios para Netflix. La serie está basada en la saga de películas de Las Leyendas, cuyos personajes fueron concebidos originalmente por Ricardo Arnaiz. Esta es considerada la primera serie de animación original de la red de streaming producida en América Latina.
La serie sigue principalmente a Leo San Juan, un chico que posee el don de ver e interactuar con fantasmas que emprende un viaje alrededor del mundo para combatir a diferentes amenazas paranormales que sirven a una entidad en común: el dios Quetzalcóatl, a quien Leo —con la ayuda de Teodora, una niña fantasma del futuro; Don Andrés, un viejo conquistador español; y Alebrije, una creatura mágica— debe derrotar para salvar a la humanidad de un trágico destino.
El reparto de voces principal está conformado por Benny Emmanuel, Mayté Cordeiro, Andrés Couturier y Ricardo O'Farril en función de protagonistas, mientras que los actores Alondra Hidalgo, Alejandro Villeli, Erika Edwards, Sofía Niño de Rivera, Miguel Ángel Ghigliazza y Ángela Villanueva interpretan roles secundarios, y Dan Osorio es el antagonista central de la historia.
Se estrenó en todo el mundo en Netflix el 24 de febrero de 2017.
El 15 de octubre de 2017, la serie fue renovada para una segunda temporada la cual se estrenó el 5 de octubre de 2019 bajo el nombre de Las Leyendas: Creaturas ocultas.

## Trama
Cuando el dotado adolescente Leo y su pueblo en Nueva España son atacados por criaturas del otro mundo, será echado junto con sus amigos Teodora, Don Andrés y Alebrije. Juntos, con una pequeña ayuda de algunos aliados de todo el mundo, harán todo lo posible para detener el supremo mal que planea erradicar a la humanidad de su historia.

## Personajes

### Personajes principales
- Leonardo "Leo" San Juan: Es un adolescente que tiene la habilidad de ver y hablar con espectros fantasmales. Vivía en un pueblo con su abuela, antes de encontrarse con las fuerzas del mal que amenazan con destruir al mundo. Con el tiempo se enteró de que él era un héroe de la profecía, que establecía que "El León (Leo) destruiría a la Serpiente (Quetzalcóatl)". Aunque al principio se niega a aceptar su papel destinado para poder vivir una vida normal, Leo pronto se abraza a sí mismo como un verdadero héroe. Más tarde, Leo también comienza a darse cuenta de sus sentimientos románticos hacia Teodora.

- Teodora Villavicencio: Es una niña fantasma que al parecer proviene del futuro, en lugar de la configuración del siglo XIX de la primera película, como se muestra al traer un traje más moderno y un teléfono celular. Más tarde se reveló que ella no está realmente muerta, sin embargo, quedó en coma después de un accidente; posteriormente, una misteriosa dama le enseñó el poder de la proyección astral y le encomendó la misión de  ayudar a un niño de otra época que la necesitaba para salvar al mundo, lo que llevó a Teodora proyectarse a sí misma a través del tiempo. Como resultado de esto, Teodora tiene algunas habilidades de las que los fantasmas normales carecen, como la inmunidad a la potencia de Medusa y una mayor capacidad para manipular objetos físicos. En la segunda temporada, se revela que Teodora se ha enamorado gradualmente de Leo, atraída por su valentía y deseo de ayudar a los necesitados, sin embargo, aun así le ha llegado a decir "en general me irritas".

En la nueva temporada, se ha convertido en la nueva chica con la que Leo tiene tensión amorosa. Incluso en el episodio de los Atlantes (de la segunda temporada), estos mencionan un "sacrificio de amor verdadero", lo que da a entender que puede existir una interacción mucho más profunda entre ellos.
- Don Andrés Artasánchez: Es un viejo conquistador, que es uno de los amigos de Leo; afirma haber sido un peluquero mientras todavía estaba vivo, y con frecuencia hace la afirmación de que está calificado para discutir ciertos temas. A pesar de ser un fantasma, a menudo teme por su seguridad.

- Alebrije: Es una extraña criatura de varios colores que aparece en diferentes formas dependiendo del observador, aunque conservando siempre su esquema de color único.

### Personajes secundarios
- Marcela: Es una hermosa chica y la enamorada de Leo; ella viene de una familia que son acusados de ser brujos. Finalmente se reveló que su madre era de hecho una bruja, pero que se negaron a ayudar a Baba Yaga y Nu Gui en sus planes y así fue atacada una izquierda gravemente heridos; Marcela ganó más tarde inadvertidamente poderes de su madre después de tocar su forma en estado de coma. Marcela se encargó de cuidar a su madre, con el tiempo llegó a la aldea de Leo.

En la segunda temporada, se ve ahora como una rival sin interés en el protagonista y aliados.
- Fray Godofredo: Es un monje que fue mentor de Leo y luego le informa sobre la existencia de la Hermandad, una noble organización dedicada a combatir males como Quetzalcóatl.

- Baba Yagá: Es una bruja mala que inicialmente parece estar en liga con Quetzalcóatl, pero más tarde se revela que ha sido esclavizado por él y que busca la libertad y la venganza en su "maestro".

- Quetzalcóatl: Es una legendaria deidad que se describe como una fuerza de la creación "cuando está en un buen estado de ánimo"; es el principal antagonista de la serie y trata de destruir al mundo para que pueda rehacerlo. Anteriormente lo hizo por el bien de la humanidad, pero luego fue atrapado en una dimensión alternativa, que lo llevó a buscar venganza. Más tarde trucos de los héroes en el intento de destruir la Esfera, un huevo que contiene la siguiente Quetzalcóatl, con el fin de evitar su propia muerte.

- Fenrir: Relata el caso de la mitología nórdica que busca provocar el Ragnarok; él es antiguo rival de Quetzalcóatl y trata de destruirlo. Está encadenado al árbol del mundo Yggdrasil y los guardias de acceso a ella, ya que sirve para conectar todos los puntos del espacio y el tiempo.

- Akihito: Es un joven noble japonés que es heredero tanto de la espada mágica de la Aurora como del liderazgo de la Hermandad, una organización dedicada a frustrar amenazas místicas tales como el mismo Quetzalcóatl. Inicialmente llevaba una vida protegida que  condujo a que su propia gente lo despreciara, sin embargo, Akihito encontró el valor para tomar la espada de la familia con la ayuda de Marcela. La espada le permite sufrir una transformación en la que porta una armadura mística y crece a un tamaño gigantesco.

- Nu-Gui: Es una bruja chino y miembro del aquelarre de Baba Yaga; que una vez fue la hija de un emperador, pero le entregó el fin de obtener la inmortalidad, aunque el proceso se volvió loca. Ella es inicialmente desprecia Yaga para ponerse del lado de Quetzalcóatl, pero más tarde se une a él en lugar de Baba Yaga; sin embargo, como Yaga se revela que ella sirve de mala gana. Barros también proporciona la voz de mamá de Teodora, teléfono móvil de Teodora, y visir sobre protectora de Akihito.

## Reparto
| Personajes              | Actor de voz original (Hispanoamérica) | Actor de doblaje (Estados Unidos) |
| ----------------------- | -------------------------------------- | --------------------------------- |
| Leonardo "Leo" San Juan | Benny Emmanuel                         | Johnny Rose                       |
| Teodora                 | Mayté Cordeiro                         | Annemarie Blanco                  |
| Don Andrés              | Andrés Couturier                       | Oscar Cheda                       |
| Alebrije                | Ricardo O'Farrill                      | Paul Tei                          |
| Marcela                 | Alondra Hidalgo                        | Cydney J. Fam                     |
| Fray Godofredo          | Alejandro Villeli                      | Paul Tei                          |
| Baba Yagá               | Erika Edwards                          | Blanca Bassion                    |
| Nu-Gui                  | Sofía Niño de Rivera                   | Paula Barros                      |
| Quetzalcóatl            | Dan Osorio                             | Al-Kesne Shaw                     |
| Fenrir                  | Miguel Ángel Ghigliazza                | Gerald Owens                      |
| Abuela                  | Ángela Villanueva                      | Lissa Grossman                    |
| Estudio de Doblaje      | SDI Media de México                    | The Kitchen Inc.                  |
| Director de doblaje     | Irwin Daayán                           | James Keller                      |
| Lugar de Doblaje        | México                                 | Estados Unidos                    |

## Episodios
| Temporada | Temporada | Episodios | Estreno               |
| --------- | --------- | --------- | --------------------- |
|           | 1         | 13        | 24 de febrero de 2017 |
|           | 2         | 13        | 5 de octubre de 2019  |

## Premios y nominaciones
| Año  | Premio          | Categoría                | Nominados                   | Resultado |
| ---- | --------------- | ------------------------ | --------------------------- | --------- |
| 2018 | Premios Quirino | Mejor Serie de Animación | José Alejandro García Muñoz | Nominado  |

## Desarrollo
Las Leyendas fue la primera serie de animación mexicana producida para la plataforma de streaming Netflix. Gracias a sus películas de Las Leyendas (como La Nahuala, La Llorona, Las Momias de Guanajuato, El Chupacabras y El Charro Negro) se dio luz verde a una serie oficial de Ánima Estudios. Los productores Fernando de Fuentes y José C. García de Letona pensaron que la decisión de lanzar el show en todo el mundo en múltiples idiomas era necesaria, ya que México, donde se produce y sitúa la serie, ha estado recibiendo más atención global en los últimos años. "El mundo está hablando de México y tenemos la suerte en ese sentido de poder hablar sobre nuestro país y su relación con otras naciones, incluso si es a través de dibujos animados", dijo Fernando de Fuentes. Todos los alumnos de IMRA participaron en la elaboración de las leyendas. 

## Recepción
La serie ha recibido una opinión favorable. Emily Ashby de Common Sense Media, dio a la serie una calificación de 4 estrellas y dijo que «las raíces de la serie agradable en el folclore mexicano es un concepto original y podrían inspirar el interés de los niños en temas relacionados».

### Impacto en Hispanoamérica
El espectáculo ha sido elogiado por su impacto positivo hacia la cultura hispana, debido a que hace numerosos guiños a la historia de México y el folclore, así como los valores educativos dignos de la serie que recuerda a los espectadores hispanos más jóvenes la importancia de sus raíces mexicanas.